# شاآنشی ۲۲۶۳
سیارک ۲۲۶۳ (به انگلیسی: 2263 Shaanxi، نامگذاری:1978UW1) دو هزار و دویست و شصت و سومین سیارک کشف شده‌است که در ۳۰ اکتبر ۱۹۷۸ کشف شد.
قدر مطلق سیارک برابر ۱۰٫۹۰ است.